# Abadía de Saint-Papoul

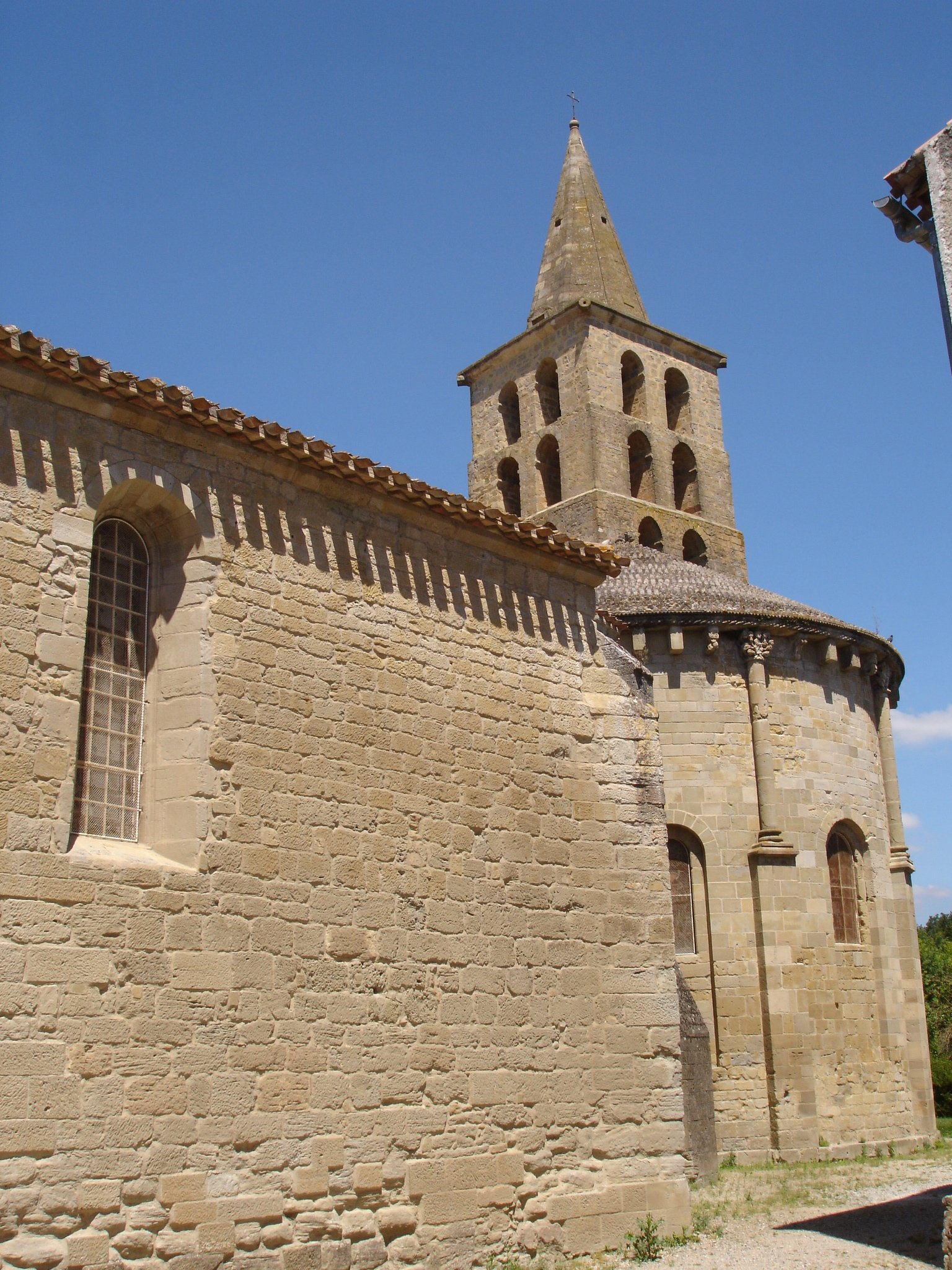
Iglesia de la Abadía de Saint-Papoul.

La abadía de Saint-Papoul (en francés Abbaye de Saint-Papoul) es una abadía benedictina francesa, situada en el municipio de Saint-Papoul en el departamento del Aude y próxima la ciudad de Castelnaudary.

## Historia
La Abadía fue fundada en el siglo VIII. Su nombre proviene de Saint Papoul, discípulo de San Saturnino, el primer obispo de Toulouse en el siglo III.
En 1317, el papa Juan XXII creó el obispado de Saint-Papoul, 34 obispos se fueron sucediendo hasta a la Revolución francesa.
En 1361, durante la Guerra de los Cien Años, mercenarios (routiers) la asaltaron y saquearon. Se suprimió el obispado y la abadía se convirtió en iglesia parroquial. 
Posteriormente, en 1595, fue ocupada por los protestantes.
Durante los siglos XVII y XVIII, la Abadía fue restaurada casi por completo y el palacio episcopal reconstruido.

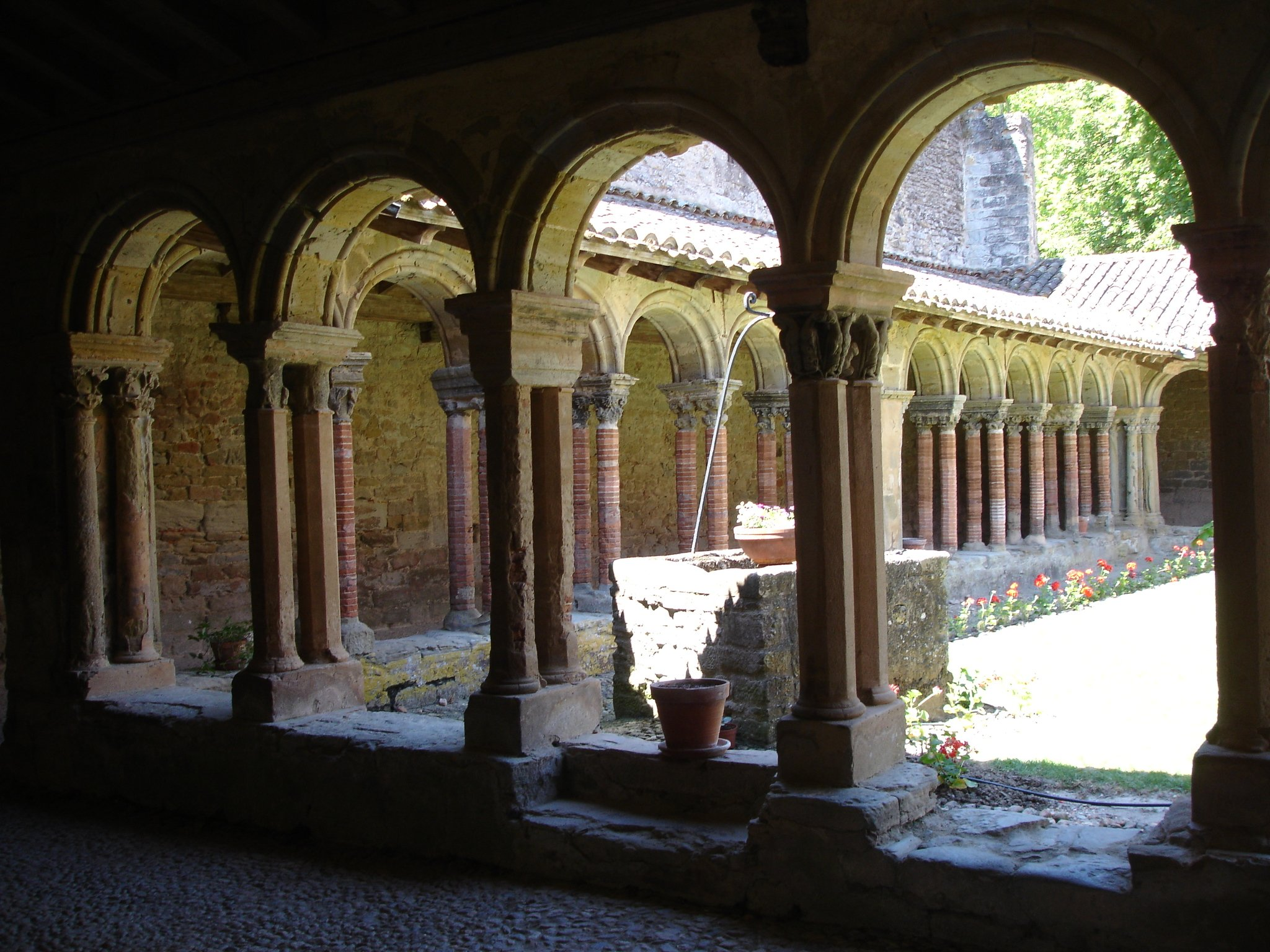
Claustro de la abadía.

## Arquitectura
La Abadía está constituida por una iglesia románica y un claustro en el que se encuentran capiteles del famoso escultor Maestro de Cabestany (siglo XII).